# Irish Open 1926
Die Irish Open 1926 waren die 20. Austragung dieser internationalen Meisterschaften von Irland im Badminton. Sie fanden in Belfast statt.	

## Finalresultate
| Disziplin    | Sieger                              | Finalist                          | Ergebnis           |
| ------------ | ----------------------------------- | --------------------------------- | ------------------ |
| Herreneinzel | Frank Devlin                        | George Alan Thomas                | 15–3, 15–9         |
| Dameneinzel  | Margaret Tragett                    | Ada Good                          | 11–0, 11–1         |
| Herrendoppel | Raoul du Roveray George Alan Thomas | Frank Devlin Frank Hodge          | 18–13, 7–15, 18–16 |
| Damendoppel  | Marian Horsley Violet Elton         | Margaret Tragett Eveline Peterson | 15–5, 15–11        |
| Mixed        | Frank Hodge Violet Elton            | George Alan Thomas Marian Horsley | 15–1, 15–6         |